# NGC 4094
NGC 4094 is een balkspiraalstelsel in het sterrenbeeld Raaf. Het hemelobject werd op 7 mei 1836 ontdekt door de Britse astronoom John Herschel.

## Synoniemen
- MCG -2-31-16
- UGCA 269
- IRAS 12033-1414
- PGC 38346